# Lacul Murten
Lacul Murten (înv. Üchtsee , în franceză Lac de Morat), este cel mai mic dintre cele trei mari lacuri de graniță ale Elveției cu o suprafață de 22,8 km², după Lacul Neuchâtel și Lacul Biel. 

## Geografie

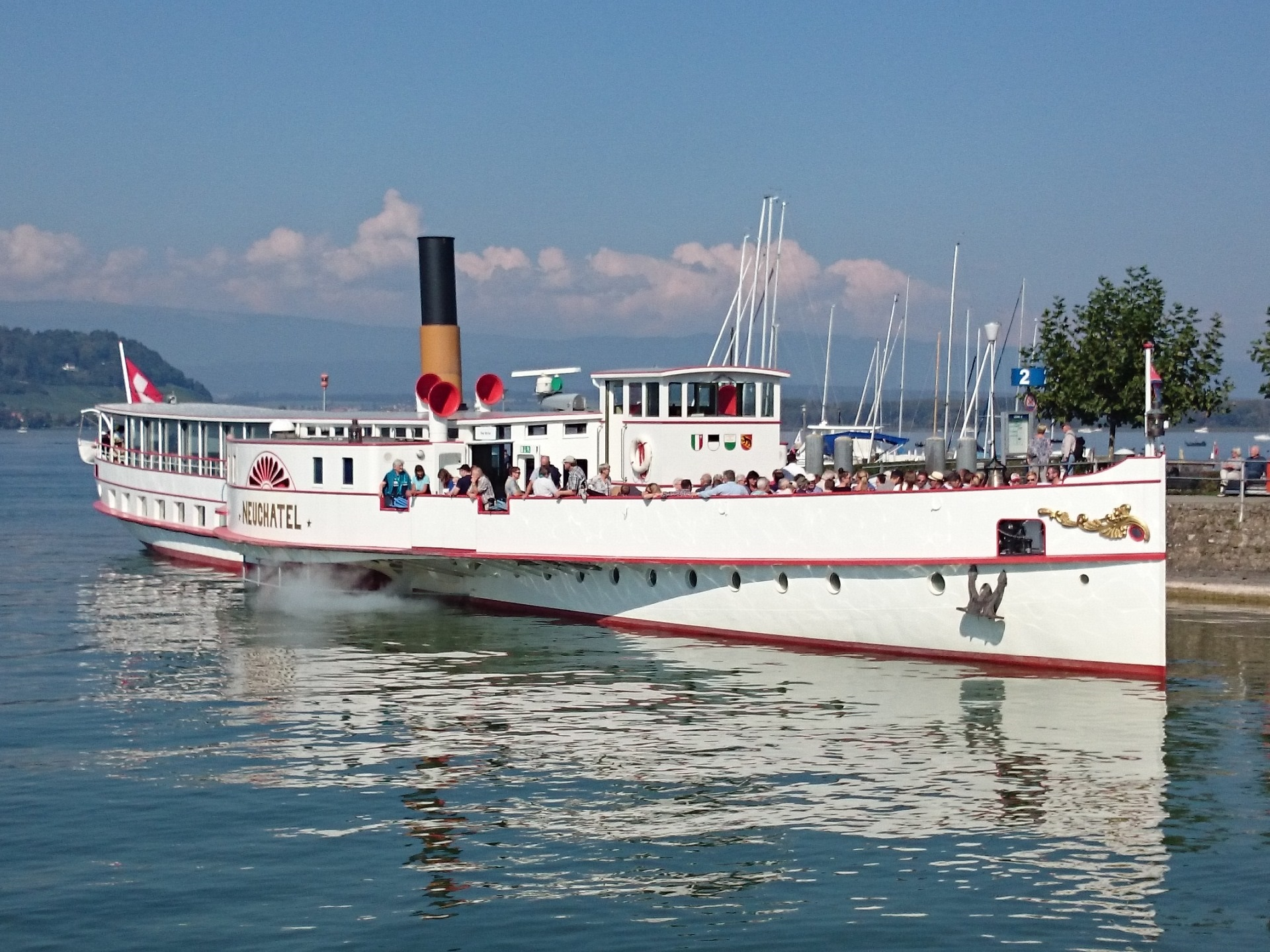
Vaporul cu aburi Neuchâtel în Murten

Lacul Murten este situat în cantoanele Freiburg și Vaud. Orașul omonim Murten se află pe malul său sudic. La 40 de metri de malul de nord, în apropiere de Guévaux, se află insula La Grande Île, cu o suprafață de 0,1 ha.
Afluentul principalul este Broye, care drenează 63% din suprafața de captare. Deversarea este prin canalul Broye, care duce în Lacul Neuchâtel. În medie, în mai mulți ani (din 1983), nivelul apei a fost de 429,30 m deasupra nivelului mării. la numai 2 cm deasupra celui al lacului Neuchâtel. Împreună cu Lacul Neuchâtel, Lacul Murten servește ca bazin de egalizare pentru râul Aare care curge în Lacul Biel. Când Aare inundă, face ca Lacul Biel să crească, fluxul de deversare ajunge la un blocaj și uneori, chiar curge înapoi. 
Lacul are 8,2 km lungime și maxim 2,8 km lățime. Adâncimea sa maximă este de 45 m, conținutul său este în jur de 0,55 km³. Suprafața hidrografică este de 693 km². Durata teoretică de rezidență a apei din lac (timpul de umplere) este de 1,6 ani. 
Lacul Murten oferă diverse posibilități de agrement și sporturi nautice, printre care există o școală de navigație, o școală de surf și două școli de wakeboard.
Pe țărmul estic al lacului, există trei terase panoramice mai mici.